# Katja Loher

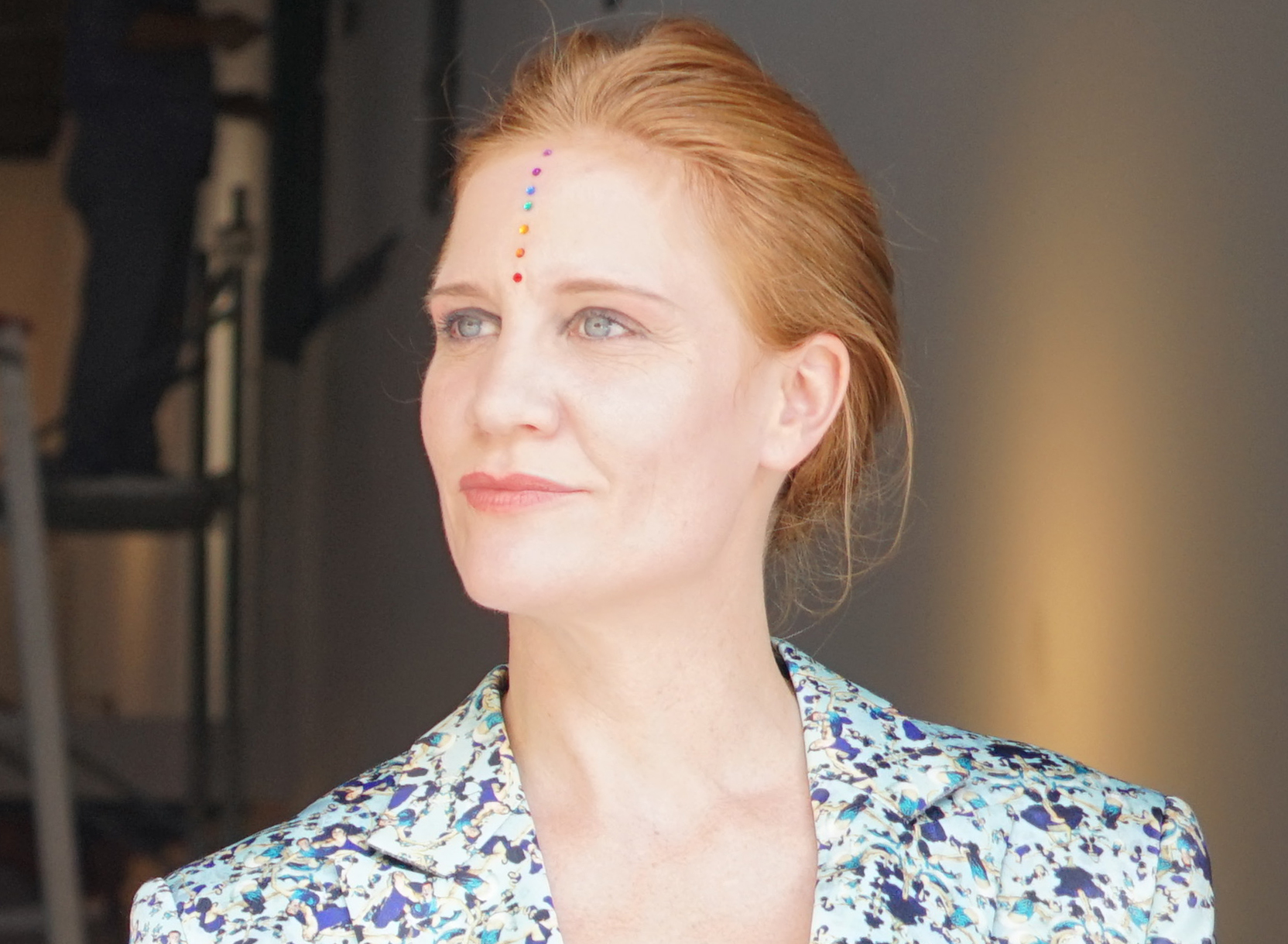
Katja Loher

Katja Loher (* 1979 in Zürich) ist eine bildende Künstlerin aus der Schweiz, bekannt für ihre Videoskulpturen und Installationen, die oft biologische, planetarische und bewegungschoreographische Elemente in panoramaartige Vogelperspektiven integrieren. Diese werden in Ausstellungssituationen projiziert. Von Kunst-Kritikern werden sie als sinnträchtige alternative Dimensionen, in denen Vergangenheit, Gegenwart und Zukunft zusammenströmen bezeichnet. Lohers Kunstwerke enthalten häufig philosophische Fragen und ökologische Themen und wurden in Kunstmuseen unter anderem in Italien, Russland, China, und den USA gezeigt. Ihre Kunst ist auch in Sammlungen von Institutionen wie der Swissgrid, dem Perth Concert Hall Museum, und dem New Britain Museum of American Art vertreten.

## Ausbildung
Loher besuchte die Haute école d’art et de design in Genf (2000–2001), und die Hochschule für Gestaltung und Kunst in Basel (2001–2004), wo sie mit einem Bachelor of Arts beziehungsweise einem Kunstdiplom abschloss.

## Karriere
Loher begann früh in ihrer Karriere, die eigenen Kunstwerke auszustellen. Ein Jahr nach Abschluss ihres Studiums stellte sie in einer Gruppenausstellung der Ersten Moskau Biennale für zeitgenössische Kunst, Zürich, Neapel, Tel Aviv, und Sao Paulo aus. Im Jahr 2013 gab Loher ihr Solo-Debüt in New York City in der C24 Galerie , wo sie auch weitere Einzelausstellungen in den Jahren 2014, 2016 und 2018 hatte. Danach folgende Einzelausstellungen von Lohers Kunst fanden zwischen 2013 und 2020 in der Anya Tish Gallery in Houston, TX statt, sowie in der Andres Thalmann Gallery, Zürich, Schweiz, zwischen 2013 und 2018.
Die Liste der Kunstmuseen, in denen Lohers Kunstwerke ausgestellt wurden, umfasst folgende: Kunsthalle Palazzo (Basel, 2007), MAXXI Museum (Rom 2010), Haus für Kunst Uri (2013), Figge Art Museum (Davenport 2014), Telfair Museum of Art (Savannah, Georgia 2015), Eremitage Museum (Sankt Petersburg, Russland 2005), Today Art Museum (Peking, China 2016), Bruce Museum (Greenwich, CT 2017), Long Museum (Shanghai, China 2014), San Jose Kunstmuseum (San Jose, CA 2014), und New Britain Museum of American Art, New Britain, CT 2015.
Lohers audiovisuelle Installationen wurden auch auf vielen Freilichtausstellungen und Festivals auf der ganzen Welt gezeigt, darunter das Dublin Fringe Festival 2006, SURGE, 798 Arts Festival 2007 in Peking, das Prague Contemporary Art Festival im Jahr 2010, das Next Wave Festival der Brooklyn Academy of Music im Jahr 2014, das PULSE Festival (Savannah, GA) im Jahr 2015, die India Art Fair (Schweizerische Botschaft, Neu-Delhi, 2018), und das Nou Le Morne Festival (Mauritius (2019)).
In Bezug auf Auszeichnungen wurde Loher 2004 vom TV-Produktionszentrum in Zürich mit dem CreaTVty Award für neue Medien ausgezeichnet. Im Jahre 2008 erhielt sie eine sechsmonatige Künstlerresidenz in Berlin von der Kulturabteilung ihrer Heimatstadt Schaffhausen, und 2010 erhielt sie den Kunstkredit der Stadt Basel.
Lohers Werk wurde in Fachzeitschriften und Zeitungen, besprochen und in einer mehrbändigen Buchreihe vorgestellt, die von der Galerie Andres Thalmann veröffentlicht wurde.

## Arbeit

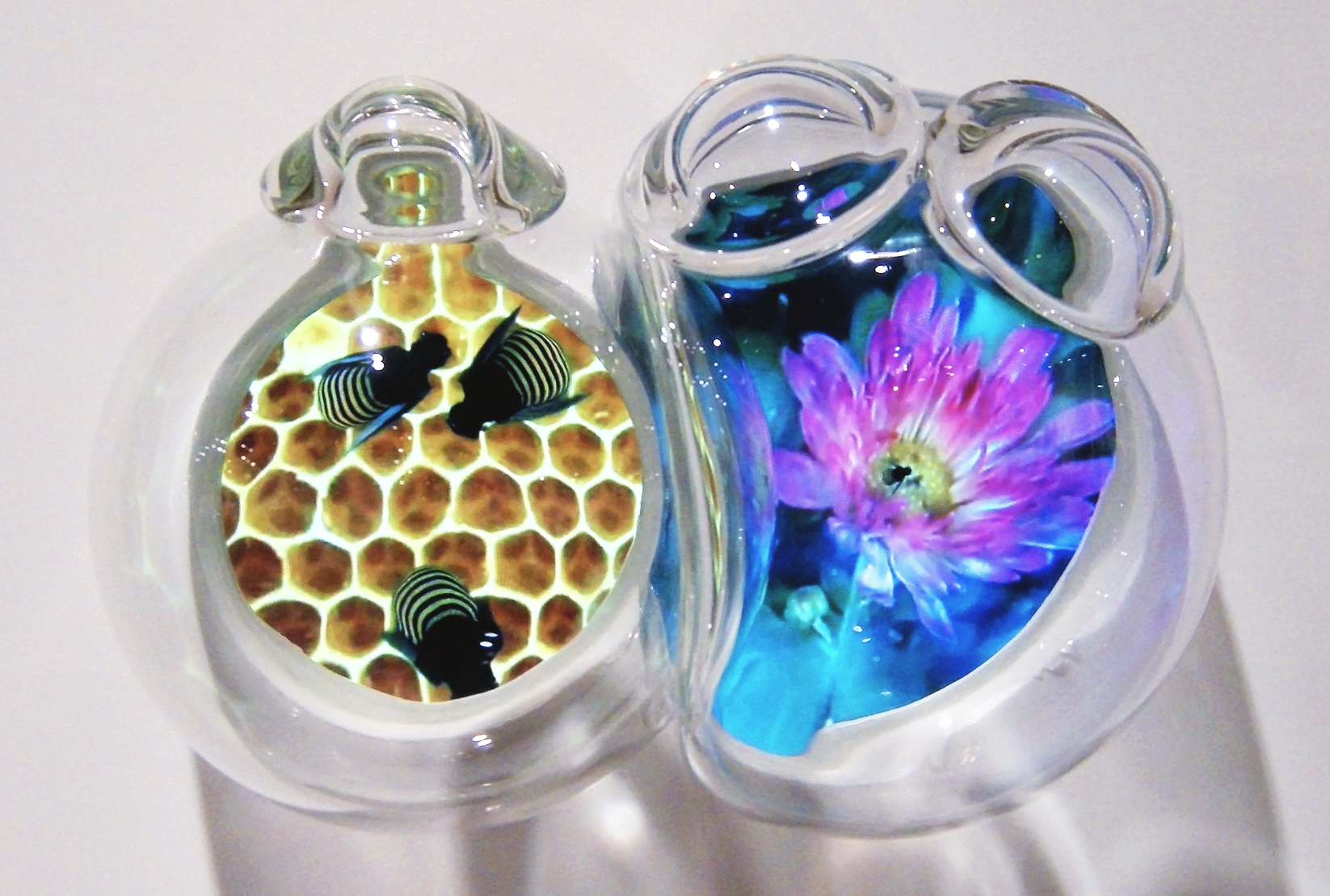
Beebubble, Glaskunstwerk von Katja Loher

Einige von Lohers Kunstinstallationen in den letzten Jahren waren:
- 2010 Bubbles - Premiere in der Andres Thalmann Galerie in Zürich, eine Installation, die auf seifenblasenartigen Glasskulpturen basiert, auf deren Innenseite 3D-Videobilder projiziert wurden. Sie zeigen leuchtend gekleidete Miniaturtänzer, die von oben aufgenommen wurden und kaleidoskopische Muster und Ornamente bilden, begleitet von poetischen Texten, inspiriert vom chilenischen Dichter Pablo Neruda.[49]
- 2012 Timebubble - mit dem amerikanischen Komponisten und Pianisten Philip Glass als dem Meister der Zeit. Diese Videoskulptur zeigt auf der einen Seite Tänzer, die die mechanisierten Bewegungen der verschiedenen Komponenten einer Uhr imitieren, die wie die Sektionen eines Orchesters der Regie des Komponisten folgen. Auf der anderen Seite wird ein labyrinthartiger Bereich von Kreaturen bewohnt, deren Bewegungen positiven und negativen Raum erschaffen.[50]
- 2014 Bang Bang - gezeigt in der C24 Gallery in Chelsea, besteht die Installation aus von oben betrachteten choreografischen Videoprojektionen kostümierter Tänzer im synchronisierten Stil von Busby Berkeley, begleitet von humoristischen oder abstrakten existenziellen Fragen.[51]
- 2014 Videoplanet-Orchestra - gezeigt im Figge Art Museum und in der C24 Gallery, Videoprojektionen von Performance-Kunst, Musik und Tanz auf hängenden Kugeln, mit fragenden Elementen, die das Gleichgewicht zwischen Mensch, Natur und Technologie thematisieren.[52]

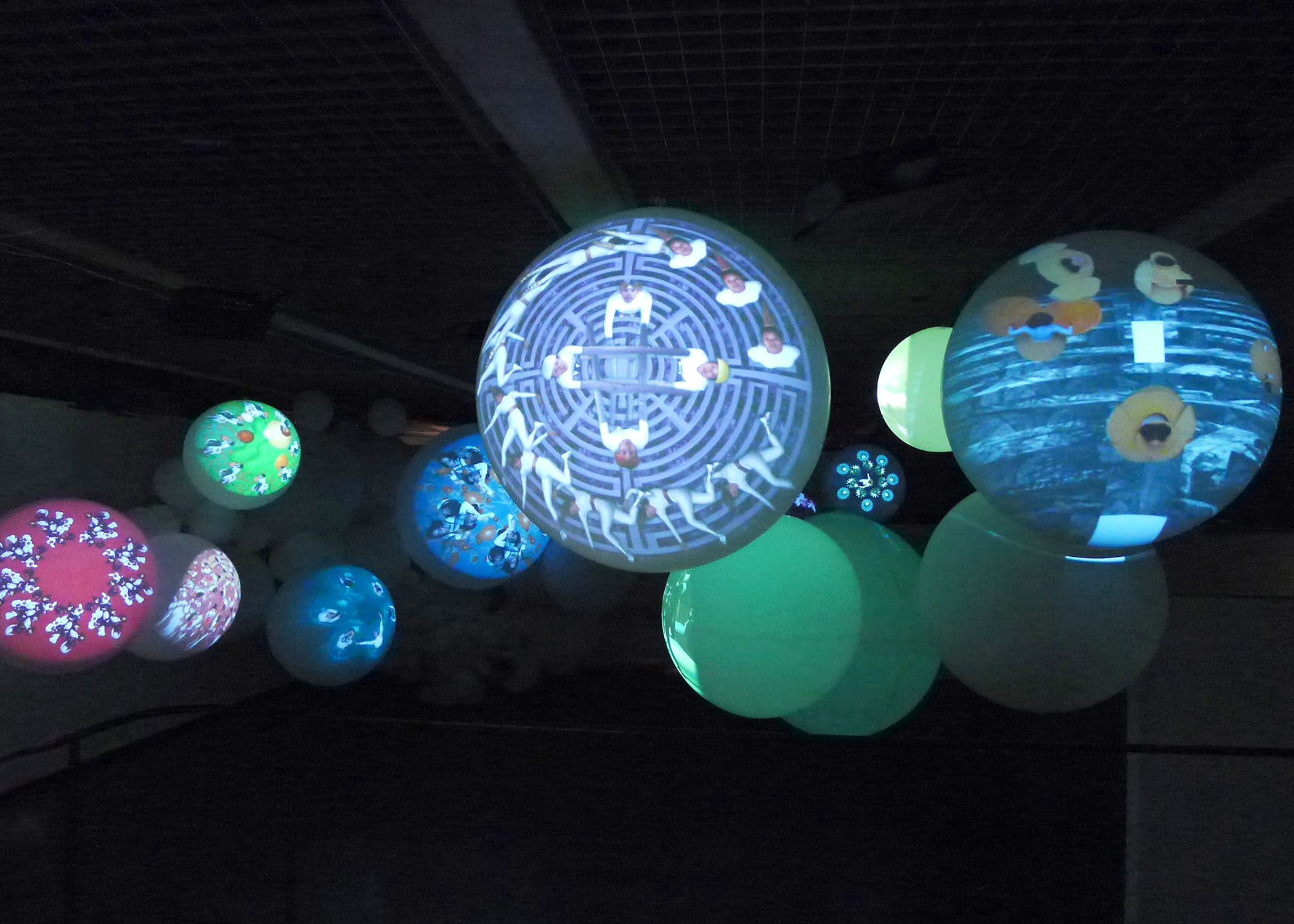
Videoplanets von Kaja Loher

- 2015 Beeplanet - gezeigt im Jepson Center for the Arts (Savannah, GA), zeigt mundgeblasene Glaskugeln als Bildschirme, auf denen umweltbezogene Videos zu sehen sind.[37]
- • 2016 Vuela Vuela - in der C24-Galerie in Chelsea gezeigt, Glasblasen und Videoaufnahmen aus dem Regenwald werden mit Projektionen von Choreografien surrealer Kreaturen kombiniert, die die vier Elemente der Natur erforschten und den Heiler, seine Medizin und seine Pflanzen heraufbeschwören.[53]
- 2018 Where Does The Rainbow End? - fest installiert im Swissgrid-Hauptsitz (Aarau), eine siebenteiligen Videolinie, in der sich Ameisenfiguren entlang der Elemente der Natur (Wasser, Erde, Luft und Feuer) und dann weiter in „Träume“ bewegen und den Betrachter zu philosophischen Fragen einladen im Kontrast zu einem technisch komplexen Arbeitsumfeld.[54]
- 2019 Seeds of Life - produziert für The House Collective und präsentiert an dessen Standorten in Hongkong, Chengdu, Peking und Shanghai (China), wo Loher mit dem Feng Shui-Designer Thierry Chow, dem Modedesigner Dirty Pineapple und dem chinesischen Tuschemaler Wu Hao und lokalen Kunstschaffenden zusammenarbeitete für großformatige ortsspezifische Produktionen, die die fünf traditionellen chinesischen Elemente der Natur (Holz, Feuer, Erde, Metall und Wasser) erforschen und audiovisuelle Medien und lokale Traditionen integrieren, um Vergangenheit, Gegenwart und Zukunft zusammenzuführen. Die kaleidoskopischen „Videoplaneten“ werden in die traditionellen architektonischen Umgebungen integriert.[2][55]
- 2020 What happens to the swallows that are late for spring? - In der Anya Tish Gallery ausgestellt, werden komplexe Bilder auf große schwebende Kugeln projiziert und erscheinen auf Bildschirmen in Glasblasen, die in Vogelnestern eingeschlossen sind, um ein Universum exotischer Planeten zu zeigen, in dem Kreaturen, Landschaften und Texturen harmonieren und die Rolle des Individuums im größeren Universum erörtern.[56]